# Wuj Sam (film)
Wuj Sam – amerykańska komedia grozy z 1996 roku w reżyserii Williama Lustiga, napisana przez Larry'ego Cohena, z udziałem Isaaca Hayesa.

## Fabuła
Amerykański żołnierz ginie w czasie operacji "Pustynna burza" i zostaje pochowany z honorami na cmentarzu w swoim rodzinnym miasteczku. Pewnego razu nad jego grobem grupa nastolatków pali amerykańską flagę. Powoduje to, że żołnierz ożywa i daje nauczkę wszystkim, którzy nie wiedzą, co oznacza prawdziwy patriotyzm.

## Obsada
- William Smith jako major
- David Fralick jako sierżant-mistrz Sam Harper
- Christopher Ogden jako Jody Baker
- Leslie Neale jako Sally Baker
- Bo Hopkins jako Sierżant Twining
- Matthew Flint jako zastępca Phila Burke
- Anne Tremko jako Louise Harper
- Isaac Hayes jako sierżant Jed Crowley
- Timothy Bottoms jako Donald Crandall
- Tim Grimm jako Ralph
- PJ Soles jako Madge Cronin
- Tom McFadden jako Mac Cronin
- Zachary McLemore jako Barry Cronin
- Morgan Paull jako burmistrz
- Richard Cummings Jr. jako Dan
- Robert Forster jako kongresman Alvin Cummings
- Frank Pesce jako Barker
- Jason Adelman jako Jesse Colbert
- Laura Alcalde jako Matka Park
- Raquel Alessi jako Girl Student
- Abby Ball jako Rick
- Stanton Barrett jako Clete
- Mark Chadwick jako Willie na Stilts
- Chris Durand jako sierżant
- Taylor Jones jako Boy Student
- Desirae Klein jako Barbeque Girl
- Jason Lustig jako Undertaker
- Joseph Vitare jako Kuwejcki kapitan